# B-VM i håndbold 1983 (kvinder)
| B-VM 1983 | B-VM 1983       |
| --------- | --------------- |
| Guld      | DDR             |
| Sølv      | Polen           |
| Bronze    | Rumænien        |
| 4.        | Vesttyskland    |
| 5.        | Tjekkoslovakiet |
| 6.        | Bulgarien       |
| 7.        | Danmark         |
| 8.        | Østrig          |
| 9.        | Sverige         |
| 10.       | Norge           |
| 11.       | Spanien         |
| 12.       | Holland         |

B-Verdensmesterskabet i håndbold for kvinder 1983 var det tredje B-VM i håndbold for kvinder, og turneringen blev afviklet i Polen i perioden 7. – 15. december 1983. De tolv deltagende hold spillede om én ledig plads i den olympiske håndboldturnering i 1984.
Mesterskabet blev vundet af DDR foran Polen og Rumænien, og dermed kvalificerede DDR sig til OL, hvortil de tre bedste hold fra VM 1982 (Sovjetunionen, Ungarn og Jugoslavien) ligeledes var kvalificeret. Danmark endte på 7.-pladsen.
Den olympiske håndboldturnering blev imidlertid boykottet af holdene fra Sovjetunionen, Ungarn og DDR, og derfor skulle der indkaldes tre reservehold. Eftersom de øvrige østeuropæiske hold fra B-VM ligeledes boykottede legene i Los Angeles og Danmark ligeledes takkede nej til en olympisk billet, endte det med at Vesttyskland, Østrig og Kina i stedet deltog i den olympiske turnering året efter.

## Resultater

### Indledende runde
I den indledende runde var de tolv hold opdelt i to grupper med seks hold. I hver gruppe spillede holdene alle-mod-alle, og herefter gik de direkte videre til placeringskampene. Gruppe A blev spillet i Chorzów, mens gruppe B blev afviklet i Katowice.

#### Gruppe A
| Dato   | Kamp                 | Res.  |
| ------ | -------------------- | ----- |
| 7.12.  | DDR - Sverige        | 38-9  |
| 7.12.  | Rumænien - Spanien   | 31-17 |
| 7.12.  | Bulgarien - Danmark  | 23-19 |
| 8.12.  | DDR - Danmark        | 26-11 |
| 8.12.  | Rumænien - Sverige   | 25-22 |
| 8.12.  | Bulgarien - Spanien  | 29-11 |
| 10.12. | DDR - Spanien        | 38-16 |
| 10.12. | Rumænien - Bulgarien | 23-17 |
| 10.12. | Sverige - Danmark    | 14-18 |
| 11.12. | DDR - Bulgarien      | 35-14 |
| 11.12. | Rumænien - Danmark   | 18-17 |
| 11.12. | Sverige - Spanien    | 21-12 |
| 13.12. | Danmark - Spanien    | 20-15 |
| 13.12. | Bulgarien - Sverige  | 19-17 |
| 13.12. | DDR - Rumænien       | 20-19 |

| Hold      | Kampe | Mål     | Point |
| --------- | ----- | ------- | ----- |
| DDR       | 5     | 157-690 | 10    |
| Rumænien  | 5     | 116-930 | 8     |
| Bulgarien | 5     | 102-105 | 6     |
| Danmark   | 5     | 85-96   | 4     |
| Sverige   | 5     | 083-112 | 2     |
| Spanien   | 5     | 071-139 | 0     |

#### Gruppe B
| Dato   | Kamp                           | Res.  |
| ------ | ------------------------------ | ----- |
| 7.12.  | Norge - Østrig                 | 19-22 |
| 7.12.  | Vesttyskland - Holland         | 18-18 |
| 7.12.  | Tjekkoslovakiet - Polen        | 25-26 |
| 8.12.  | Holland - Tjekkoslovakiet      | 11-21 |
| 8.12.  | Vesttyskland - Østrig          | 22-20 |
| 8.12.  | Norge - Polen                  | 20-23 |
| 10.12. | Tjekkoslovakiet - Østrig       | 18-16 |
| 10.12. | Norge - Vesttyskland           | 18-17 |
| 10.12. | Polen - Holland                | 22-18 |
| 11.12. | Tjekkoslovakiet - Vesttyskland | 17-17 |
| 11.12. | Norge - Holland                | 23-14 |
| 11.12. | Polen - Østrig                 | 27-21 |
| 13.12. | Tjekkoslovakiet - Norge        | 23-19 |
| 13.12. | Holland - Østrig               | 18-20 |
| 13.12. | Vesttyskland - Polen           | 17-11 |

| Hold            | Kampe | Mål   | Point |
| --------------- | ----- | ----- | ----- |
| Polen           | 4     | 87-83 | 6     |
| Vesttyskland    | 4     | 73-66 | 5     |
| Tjekkoslovakiet | 4     | 85-78 | 5     |
| Østrig          | 4     | 79-86 | 2     |
| Norge           | 4     | 76-85 | 2     |
| Holland         | 0     | 0-0   | 0     |

### Placeringskampe
| Dato                                                                                                | Kamp                        | Res.       |
| --------------------------------------------------------------------------------------------------- | --------------------------- | ---------- |
| Kamp om 11.-pladsen                                                                                 |                             |            |
| 14.12.                                                                                              | Spanien - Holland           | •24-23 •   |
| Kamp om 9.-pladsen                                                                                  |                             |            |
| 14.12.                                                                                              | Sverige – Norge             | ••28-26 •• |
| Kamp om 7.-pladsen                                                                                  |                             |            |
| 14.12.                                                                                              | Danmark – Østrig            | 23-13      |
| Kamp om 5.-pladsen                                                                                  |                             |            |
| 14.12.                                                                                              | Tjekkoslovakiet – Bulgarien | 28-26      |
| Bronzekamp                                                                                          |                             |            |
| 14.12.                                                                                              | Rumænien – Vesttyskland     | 24-20      |
| Finale                                                                                              |                             |            |
| 14.12.                                                                                              | DDR – Polen                 | 20-19      |
| Noter: • Efter forlænget spilletid (2 × 5 min.) •• Efter 2 × forlænget spilletid (2 × (2 × 5 min.)) |                             |            |

| Samlet rangering | Samlet rangering |
| ---------------- | ---------------- |
| Guld             | DDR              |
| Sølv             | Polen            |
| Bronze           | Rumænien         |
| 4.               | Vesttyskland     |
| 5.               | Tjekkoslovakiet  |
| 6.               | Bulgarien        |
| 7.               | Danmark          |
| 8.               | Østrig           |
| 9.               | Sverige          |
| 10.              | Norge            |
| 11.              | Spanien          |
| 12.              | Holland          |

## Kvalifikation
Slutrunden i Polen havde deltagelse af 12 hold, men 15 hold var tilmeldt mesterskabet. Ti hold gik direkte videre til slutrunden, mens de sidste fem hold spillede om de sidste to ledige pladser ved en kvalifikationsturnering i maj 1983. De fem hold var inddelt i to grupper, hvorfra de to gruppevindere, Østrig og Spanien, gik videre til slutrunden.

### Gruppe 1
Kampene blev spillet i Gaeta, Italien.
| Dato  | Kamp             | Res.  |
| ----- | ---------------- | ----- |
| 27.5. | Italien - Israel | 23-14 |
| 28.5. | Østrig - Israel  | 29-17 |
| 29.5. | Østrig - Italien | 31-15 |

| Hold    | Kampe | Mål   | Point |
| ------- | ----- | ----- | ----- |
| Østrig  | 2     | 60-32 | 4     |
| Italien | 2     | 38-45 | 2     |
| Israel  | 2     | 31-52 | 0     |

### Gruppe 2
| Dato  | Kamp              | Res.  |
| ----- | ----------------- | ----- |
| 21.5. | Schweiz - Spanien | 13-17 |
| 28.5. | Spanien - Schweiz | 18-10 |

| Hold    | Kampe | Mål   | Point |
| ------- | ----- | ----- | ----- |
| Spanien | 2     | 35-23 | 4     |
| Schweiz | 2     | 23-35 | 0     |